# Jacques Roman (homme politique)
Pour les articles homonymes, voir Roman.
Jacques Roman est un homme politique français né le 26 janvier 1765 à Genève (Suisse) et mort le 31 juillet 1835 à Vichy.

## Biographie
Propriétaire, maire de Bazarnes, il est député de l'Yonne de 1827 à 1831, siégeant à gauche. Il vote l'adresse des 221 et soutient la Monarchie de Juillet.
Conseiller général du canton de Vermenton de 1831 à sa mort, en 1836, il est inhumé au cimetière du Père-Lachaise (39e division).